# Opolské vojvodství
Opolské vojvodství (polsky Województwo opolskie) je jeden ze šestnácti vyšších územních samosprávných celků Polska zřízených při správní reformě v roce 1998. Nachází se na jihu země u hranic s Českou republikou. Hlavním městem je Opolí. Je totožné s regionem soudržnosti NUTS-2. Téměř celé jeho území leží v historickém Slezsku.

## Dějiny
Do konce druhé světové války leželo téměř celé území dnešního vojvodství v Pruském Slezsku (kromě pravého břehu Prosny). Bylo součástí vládního obvodu Opolí s výjimkou okresu Namslau (Namysłów) a Břeh, které spadaly pod vládní obvod Vratislav.
V roce 1945 došlo k připojení většiny Slezska k socialistickému Polsku a bývalý vládní obvod Opolí byl spojen s předválečným polským dílem Slezska a Dąbrowskou pánví (Zagłębie Dąbrowskie) v rámcí Slezského vojvodství se sídlem v Katovicích, kdežto bývalý vládní obvod Vratislav nově spolutvořil Vratislavské vojvodství.
První Opolské vojvodství vzniklo v roce 1950 vydělením ze Slezského dvanáctí západních okresů a dvou měst s postavením okresu (Opolí a Ratiboř), k nimž byly přičleněny dva vratislavské okresy Namysłów a Břeh. Druhé Opolské vojvodství existující mezi lety 1975 až 1998 bylo oproti prvnímu zmenšeno o Ratiboř s přilehlým okresem, která přešla do Katovického vojvodství, a okres Olesno, jenž byl připojen k Čenstochovskému vojvodství.
Správní reforma roku 1998 počítala původně s nahrazením dosavadních 49 „malých“ vojvodství dvanácti „velkými“. Opolsko mělo být spojeno v rámci jedné územní jednotky s východním Slezskem, Dąbrowskou pánví a oblastí Čenstochové. Vlna občanských protestů (mj. devadesátikilometrový „Řetěz naděje“ uspořádaný 7. června 1998 či petice Občanského výboru na obranu Opolska) a také lobbování společenských organizací, včetně politické reprezentace německé menšiny, nakonec vedly k zachování Opolského vojvodství jako jediného ze staré devětačtyřicítky v novém členění. Byl k němu navíc zpátky připojen okres Olesno rozšířený o oblast Dobrodzieně/Guttentagu dříve spadající pod okres Lubliniec a Praszky z okresu Wieluń.

## Geografie
Opolské vojvodství má rozlohu 9 411,87 km². Je nejmenším polským vojvodstvím a s 980 771 obyvatel (červen 2020) také nejméně lidnatým. Míra urbanizace činí 64 %.
Nachází se na jihu Polska a sousedí:
- na jihu s Olomouckým a Moravskoslezským krajem v České republice, délka hranice je 192,4 km;
- na západě s Dolnoslezským vojvodstvím, délka hranice je 193,7 km;
- na severu s Velkopolským a Lodžským vojvodstvím, délka hranice 103,9 km;
- na východě se Slezským vojvodstvím, délka hranice je 230,9 km;

Z hlediska geomorfologického členění se většina území vojvodství rozkládá na Slezské nížině (Nizina Śląska). Na východě okrajově zasahují mezoregiony Slezské vrchoviny (Wyżyna Śląska) a Woźnicko-wieluńské vrchoviny (Wyżyna Woźnicko-Wieluńska) a na jihozápadě mezoregiony Krkonošsko-jesenického podhůří (Przedgórze Sudeckie). Středem vojvodství a jeho hlavním městem protéká Odra. Jejími nejdůležitějšími přítoky jsou Kladská Nisa, Malá Pěna, Osoblaha a Stobrava. Nejvyšší bod představuje vrchol Biskupské kupy (889 m n. m.)
Téměř celé území vojvodství leží v historickém Slezsku, z toho většina se řadí k Hornímu Slezsku, zatímco okresy Namysłów a Břeh jsou považovány za dolnoslezské. Oblast Kluczborku, Grodkowa a Nisy byla původně součástí dolnoslezských knížectví, ale od roku 1815 patřila k pruskému vládnímu obvodu Opolí, od jehož hranic se odvíjí moderní pojetí Horního Slezska. Gminy Praszka a Rudniki se z historicko-kulturního hlediska nachází na Wieluńsku, které bylo součástí Velkopolské provincie v Republice obou národů a potom Kongresového Polska.

## Okresy

Administrativní mapa vojvodství

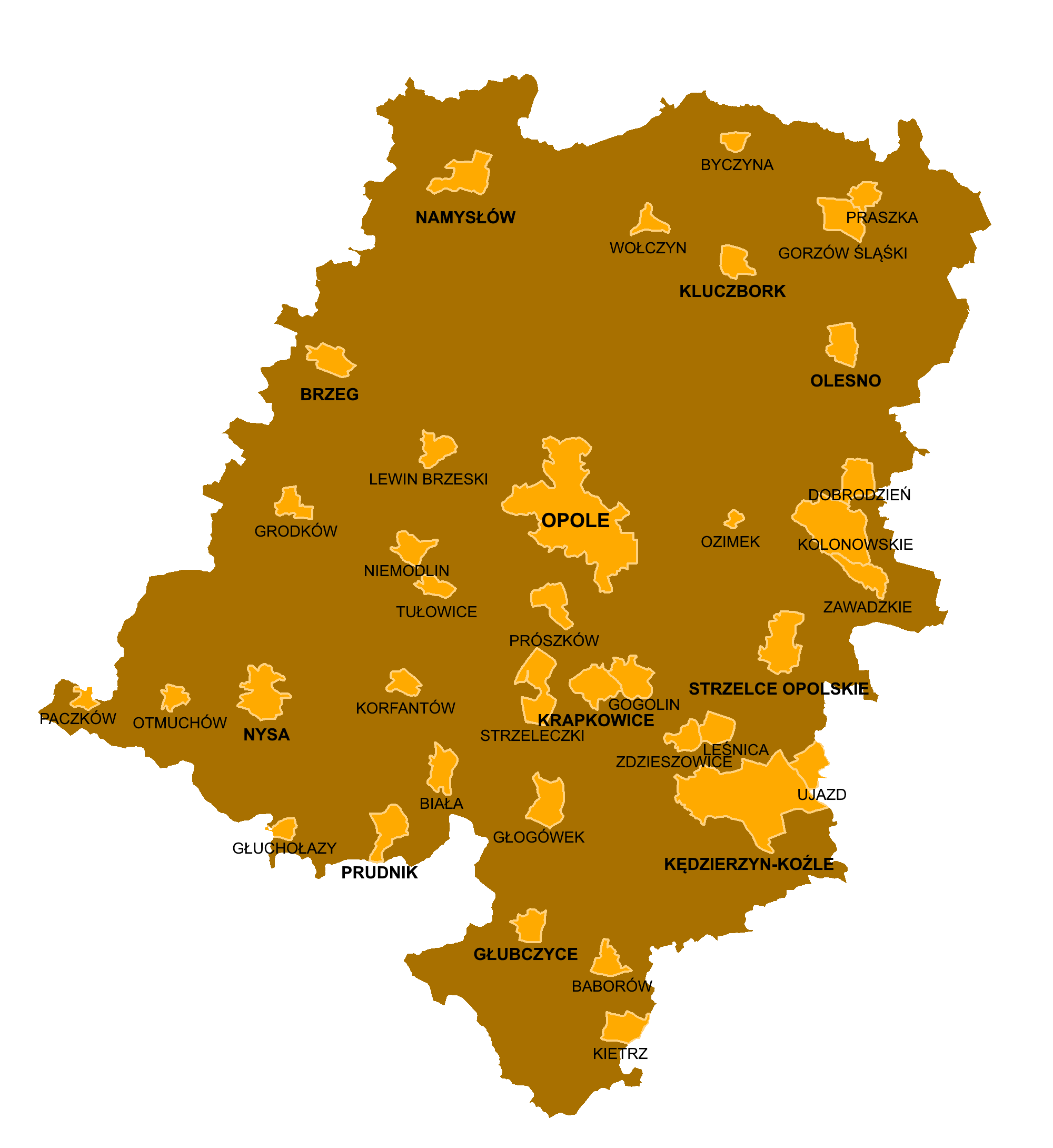
Města v Opolském vojvodství

Opolské vojvodství je rozděleno na 11 okresů a jedno město s postavením okresu (městský okres) – Opolí (128 035 obyvatel). Třetím stupněm administrativního členění je 71 gmin, z toho 3 městské, 33 městsko-vesnických a 35 vesnických.
| Okres                                                | Sídlo             | Počet obyvatel (2019) |
| ---------------------------------------------------- | ----------------- | --------------------- |
| Okres Břeh (Powiat brzeski)                          | Břeh              | 89 804                |
| Okres Hlubčice (Powiat głubczycki)                   | Hlubčice          | 45 552                |
| Okres Kandřín-Kozlí (Powiat kędzierzyńsko-kozielski) | Kandřín-Kozlí     | 93 880                |
| Okres Kluczbork (Powiat kluczborski)                 | Kluczbork         | 65 470                |
| Okres Krapkowice (Powiat krapkowicki)                | Krapkowice        | 63 747                |
| Okres Namysłów (Powiat namysłowski)                  | Namysłów          | 42 634                |
| Okres Nisa (Powiat nyski)                            | Nisa              | 135 948               |
| Okres Olesno (Powiat oleski)                         | Olesno            | 64 239                |
| Okres Opolí (Powiat opolski)                         | Opolí             | 123 726               |
| Okres Prudník (Powiat prudnicki)                     | Prudník           | 55 237                |
| Okres Strzelce (Powiat strzelecki)                   | Strzelce Opolskie | 74 300                |